# Давид Скрела
Давид Скрела (фр. David Skrela; 2. март 1979) професионални је француски рагбиста, који тренутно игра за француског друголигаша УС Коломијерс. Скрела је из спортске фамилије, његов отац Жан-Клод Скрела је био репрезентативац Француске у рагбију, а његова сестра је професионална кошаркашица. Дипломирао је инжињерство на универзитету у Тулузу. Висок 190 цм, тежак 98 кг у каријери је играо за УС Колимиерс 1997-2003 (45 утакмица, 497 поена), Стад Франс 2003-2008 (114 утакмица, 1119 поена), Тулуз 2008-2011 (56 утакмица, 596 поена) и Клермон 2011-2013 (48 утакмица, 215 поена), пре него што је лета 2013. по други пут потписао за УС Коломиерс, са којим је у задње 2 сезоне одиграо 42 утакмице и постигао 502 поена. Са Тулузом је 2010. освојио титулу првака Европе, са Коломиерсом челинџ куп 1998. Са Стад Франсом је 2 пута освојио титулу шампиона Француске (2004 и 2007). За репрезентацију Француске дебитовао је 30. јуна 2001. против Новог Зеланда. За "галске петлове" је одиграо 23 тест мечева и постигао 112 поена. Освојио је куп шест нација 2007.